# Thunderstrike
Thunderstrike è un personaggio dei fumetti, creato da Tom DeFalco (testi) e Ron Frenz (disegni), pubblicato dalla Marvel Comics.
La sua identità è stata assunta da due differenti personaggi:
1. Eric Kevin Masterson, il primo Thunderstrike, esordisce in The Mighty Thor (vol. 1) n. 432
2. Kevin Masterson, il secondo Thunderstrike, fa la sua prima apparizione in What if? (vol. 2) n. 105

È, in un certo senso, una versione alternativa di Thor, con gli stessi poteri ma con caratteristiche differenti, come lo è War Machine per Iron Man, U.S. Agent per Capitan America e il Ragno Rosso per l'Uomo Ragno.
Successive interpretazioni di Thunderstrike sarebbero apparse sia nelle trame di Marvel Comics di Marvel Comics 2 che dell'Età degli eroi, con il figlio del personaggio Kevin Masterson come eroe.

## Storia editoriale
Eric Masterson è apparso per la prima volta in Thor (Vol. 1) n. 391 (maggio 1988), come personaggio secondario.Thor (Vol. 1) n. 408 prevedeva la fusione del personaggio Eric Masterson con Thor, Masterson utilizzato come alterego del Dio del Tuono fino al n. 432. In Thor (Vol. 1) n. 432 il personaggio assumeva il ruolo di Thor e appariva come il personaggio del titolo fino a Thor (Vol. 1) n. 459. Dopo Thor (Vol. 1) n. 459, Masterson è stato introdotto come "Thunderstrike" nella serie omonima a partire dal giugno 1993. La serie è durata circa due anni. Thunderstrike è uscito per 24 numeri, la serie è stata cancellata nel settembre 1995. Il creatore Tom DeFalco ha spesso affermato che il libro ha venduto più di Thor e The Avengers messi insieme al momento della sua cancellazione; anche se questo si è dimostrato estremamente improbabile. Masterson è apparso anche nella miniserie Thor Corps nei panni di Thunderstrike, ed è apparso come guest star nella serie Thor. Il personaggio è apparso in Avengers (Vol. 1) dal numero 343 al numero 374, e la serie crossover Tempesta nella galassia. Masterson è apparso anche nella miniserie Il guanto dell'infinito e La guerra dell'infinito. Oltre alle numerose apparizioni in Thor e Avengers, Thunderstrike sono stati utilizzati per lanciare una serie in corso Blackwulf e una serie limitata Codice: B.L.U.E.
È stato annunciato che il personaggio di Thunderstrike sarebbe tornato in una nuova miniserie dai co-creatori Tom DeFalco e Ron Frenz nel novembre 2010. Le promozioni che hanno portato all'evento sono iniziate in agosto raffiguranti la mazza che afferma "Uno risorgerà..." e "Il mondo ha ancora bisogno di eroi". Alla fine, la nuova miniserie Thunderstrike presentava il figlio di Eric Masterson Kevin Masterson nel ruolo un tempo abitato da suo padre.

## Biografia dei personaggi

### Eric Masterson

#### Primo incontro
Eric Kevin Masterson lavorava come architetto quando incontrò Thor. Masterson è stato ferito dalla caduta di travi ed è stato portato in ospedale da Thor. Ora con le stampelle, Masterson è stato attaccato da Quicksand, ma salvato da Thor. Masterson è stato poi rapito da Mangusta. Masterson accompagnò Thor nella Galassia Nera, dove incontrò per la prima volta Ercole. Masterson, ferito a morte da Mangusta, ricevette la forma e i poteri di Thor dopo che l'originale fu sigillato nella mente di Eric, da Odino, per salvare la vita di Eric. Riconoscendo che la sua nuova vita come Thor era troppo pericolosa per un bambino, Masterson cedette la custodia di suo figlio Kevin alla sua ex moglie Marcy, ragionando che Kevin sarebbe stato più al sicuro con lei, anche se lei era relativamente ambivalente riguardo al suo ruolo di madre. Masterson venne poi separato da Thor dal Celestiale Rosso (in futuro Arishem, Il giudice). Poco dopo, Masterson salvò la vita di Thor e si fuse di nuovo con lui. Il figlio di Masterson, Kevin, è stato catturato da Ulik per Loki. Thor liberò Kevin e apparentemente uccise Loki in battaglia. Heimdall separò Thor da Masterson, poi bandì Thor e trasformò Masterson in un nuovo Thor. Incontrò poi l'Incantatrice nei panni di Leena Moran, e combatté contro Ulik.

#### Surrogato di Thor
Eric ha continuato nel ruolo di Thor, dopo che Thor gli ha dato Mjolnir, che poi ha detto a Eric di continuare come protettore della Terra. Eric poi tornò sulla Terra e si unì ai Vendicatori al posto di Thor. Masterson ha rivelato la sua doppia identità a Capitan America. Ha poi visitato per la prima volta Asgard, dove ha combattuto i Tre guerrieri, Balder, Heimdall e Sif, mentre cerca di scoprire dove si trova il vero Thor. Masterson ha poi aiutato a salvare Odino addormentato da Annihilus. Ha collaborato con Beta Ray Bill e Dargo Ktor come Thor Corps contro Zarrko e Loki. Durante il suo periodo con i Vendicatori nei panni di Thor, Masterson li aiutò in battaglie come la guerra Kree/Shi'ar e la crisi del Il Guanto dell'Infinito, essendo uno dei soli tre eroi alla conclusione di quella battaglia a ricordare l'intero scontro (gli altri due sono Dottor Strange e Silver Surfer) poiché aveva assistito brevemente all'anima di Warlock durante il combattimento.

#### Nasce Thunderstrike
Infine si scoprì che Loki non era morto, ma aveva rinchiuso Odino nel regno di Mefisto e imprigionato Thor nei meandri della mente di Eric stesso. Con l'aiuto di Lady Sif e Balder, Eric riuscì a liberarli; per ricompensarlo del suo coraggio il Thor originale lasciò ad Eric il martello incantato affinché lo utilizzasse per proteggere la Terra, mentre Thor rimase ad Asgard per tornare insieme a Lady Sif. L'Incantatrice, presa dalla gelosia, si trasformò in Sif per ingannare Eric. All'esterno della base dei Vendicatori lo baciò e lo rese succube del suo potere. Il ruolo di Eric come Thor fu relativamente breve, poiché l'Incantatrice manipolò Eric facendogli attaccare Thor per l'affetto di Sif. Durante uno scontro con Thor, Eric colpì Sif. Ciò provocò Thor, portandolo a sconfiggere Eric e reclamare Mjolnir mentre Odino rivelava le manipolazioni dell'Incantatrice.
Eric ha usato per la prima volta la mazza Thunderstrike contro i cattivi Bloodaxe e Carjack, ma è stato prontamente sconfitto. Così, mentre Thor rimaneva ad Asgard, Eric divenne il dio del tuono di Midgard, con un Look diverso (privo di elmo e mantello, sostituiti da una lunga coda ed un giubbotto di cuoio smanicato) prendendo come nome di battaglia quello del suo martello. Alla fine Eric sconfisse Bloodaxe, solo per scoprire che Bloodaxe era in realtà Jackie Lukus, il suo attuale interesse amoroso.

#### Conflitti finali e morte
Dopo uno scontro con Seth il Dio egiziano della morte, Eric si rese conto che l'unico modo per sconfiggerlo era soccombere alla maledizione contenuta nell'Ascia insanguinata e aumentare la sua forza. Dopo la presunta uccisione di Seth, Eric venne affrontato dai Vendicatori, che tentarono di arrestarlo per omicidio. Invece, Masterson sconfisse i Vendicatori e Thor lo affrontò. Eric pregò Thor di ucciderlo per evitare che la maledizione dell'Ascia Insanguinata lo prendesse completamente. Ma Eric alla fine fu costretto a combattere inconsciamente l'Ascia Insanguinata, che si manifestò nella mente di Eric sotto forma di Skurge. Eric alla fine sconfisse il duplicato di Skurge, provocando un contraccolpo psichico che lo uccise e distrusse le due armi. Affermando che il Valhalla non era il luogo a cui apparteneva, Eric fu mandato nell'aldilà da Odino.

#### Ritorna da e verso i morti
Eric fu temporaneamente resuscitato da Sinistro Mietitore diversi anni dopo, insieme a molti altri Vendicatori deceduti. Dopo aver superato il controllo del Sinistro Mietitore, lui e gli altri Vendicatori non morti furono riportati nell'aldilà dalla Scarlet Witch. Prima di tornare nell'aldilà, Eric chiese a Thor di controllare suo figlio Kevin per lui.

### Kevin Masterson
Kevin Masterson (Il figlio di Eric Masterson) è apparso per la prima volta in Thor (Vol. 1) n. 392 (giugno 1988). Fa parte dei Vendicatori della Terra MC 2, ovvero gli A-next. Ha gli stessi poteri di suo padre, tuttavia è più agile e sa controllare meglio il martello.

Un adolescente amareggiato, Kevin è presente nella serie limitata Thunderstrike del 2011. È stato dimostrato che il personaggio precedentemente descritto come un bambino idealista ha rabbia, problemi comportamentali e una visione disillusa dei "segugi della gloria ricoperti di spandex". Gli viene donata la mazza incantata di suo padre dal Comandante Steve Rogers ma, con loro reciproco disappunto, non innesca la trasformazione in Thunderstrike. Sulla strada di casa, tuttavia, Kevin cerca di salvare una madre e un figlio da un Rhino infuriato e si trasforma. Kevin combatte brevemente il rinoceronte come Thunderstrike, ma, poco dopo essere stato sconfitto, si rende conto di essere effettivamente nel corpo di suo padre. Mangog, un nemico di Thor, riemerge e minaccia New York City. Il giovane eroe si allea con Thor per combattere il mostro. Kevin accetta la sua nuova identità di Thunderstrike, insieme a una nuova immagine, e continua le sue avventure sotto la guida della Valchiria Gruenhilda.
Durante la trama di Fear Itself, Thunderstrike finisce per teletrasportarsi su una stazione nel mezzo dell'Oceano Pacifico con Amadeus Cho, X-23, Spider-Girl e Power Man. Finiscono per combattere un gruppo di samurai Shark Men. Kevin è apparso brevemente come parte della nuova classe di studenti quando l'Vendicatori Accademia si trasferisce nell'ex-quartier generale dei Vendicatori della Costa Ovest. Successivamente si unisce agli Asgardiani della Galassia.
Nell'universo alternativo di Marvel Comics 2, Kevin Masterson è un membro fondatore di A-Next dopo aver assorbito i poteri della mazza Thuderstrike. Quando Galactus distrugge Asgard, Thunderstrike sembra perdere i suoi poteri in Last Planet Standing. Viene rapito da Ulik e Sylene, figlia di Loki, come parte di un piano per restaurare Asgard; ma Kevin Masterson lotta contro i suoi rapitori. Alla fine è lui il responsabile di ribaltare la situazione sui cattivi. Thena (MC2), figlia di Thor, che aveva preso parte anche lei alla battaglia contro suo cugino, riesce a ripristinare il potere di Kevin, permettendogli di diventare nuovamente Thunderstrike.

## Poteri e abilità
Thunderstrike ha gli stessi poteri di Thor, ovvero una forza straordinaria eguagliata da pochi e una resistenza sovrumana.
Il suo martello ha le stesse facoltà di Mjolnir, ovvero gli permetteva di volare e di aprire varchi interdimensionali, ma non controllare gli elementi, come i venti o i fulmini.
Tuttavia Eric Masterson non aveva la stessa abilità in combattimento del dio del tuono, risultando goffo e impacciato durante gli scontri con i suoi avversari.